# Shaanxi Province Stadium
El Shaanxi Province Stadium (en chino simplificado, 陕西省体育场) es un estadio multiusos ubicado en la ciudad de Xi'an en República Popular China y es utilizado principalmente para partidos de fútbol y competiciones de atletismo.

## Historia
Fue inaugurado en 1954 y es conocido también con el nombre Zhuque Stadium (en chino simplificado, 朱雀体育场) por estar cerca del Zhuque Square (朱雀广场). El estadio inicialmente contaba con capacidad para 50,100 espectadores, pero por la renovación de 2020 la capacidad se redujo a 43,000.